# Hipismo nos Jogos Pan-Americanos de 2023 - Qualificação
Abaixo está o sistema de qualificação e os comitês olímpicos nacionais qualificados ao Hipismo nos Jogos Pan-Americanos de 2023, programada para ser realizada em Santiago, no Chile.

## Sistema de qualificação
Uma cota total de 150 ginetes (44 no adestramento, 46 no CCE e 60 nos saltos) estará disponível para qualificação. Um máximo de 12 atletas podem representar uma nação em todos os eventos (máximo de quatro por disciplina). Os atletas qualificaram através de diversos eventos e rankings de qualificação.
Se uma nação não qualificar uma equipe, ela pode inscrever até dois atletas individuais por disciplina. Uma equipe pode ser composta por três ou quatro atletas, significando que, se uma realocação ocorrer, nações com atletas individuais podem qualificar equipes, respeitando o número máximo de equipes permitidas a competir em cada disciplina.

## Sumário de qualificação
Um total de 10 CON's qualificaram atletas.
| Nação          | Individual   | Individual | Individual | Equipe       | Equipe | Equipe | Total |
| Nação          | Adestramento | CCE        | Saltos     | Adestramento | CCE    | Saltos | Total |
| -------------- | ------------ | ---------- | ---------- | ------------ | ------ | ------ | ----- |
| ARG Argentina  | 4            | 4          | 4          | X            | X      | X      | 12    |
| BOL Bolívia    |              |            | 1          |              |        |        | 1     |
| BRA Brasil     | 4            | 4          | 4          | X            | X      | X      | 12    |
| CHI Chile      | 4            | 4          | 4          | X            | X      | X      | 12    |
| COL Colômbia   | 4            |            |            | X            |        |        | 4     |
| CRC Costa Rica | 4            |            |            | X            |        |        | 4     |
| ECU Equador    | 1            |            | 2          |              |        |        | 3     |
| MEX México     | 4            |            |            | X            |        |        | 4     |
| PAR Paraguai   |              |            | 1          |              |        |        | 1     |
| URU Uruguai    | 2            | 4          | 4          |              | X      | X      | 10    |
| Total: 10 CONs | 44           | 46         | 60         | 8            | 10     | 12     | 150   |

## Linha do tempo de qualificação
| Eventos                                     | Data                             | Local         |
| ------------------------------------------- | -------------------------------- | ------------- |
| Jogos Sul-Americanos de 2022                | 2–11 de outubro de 2022          | Assunção      |
| 2022 PAEC South American Championship       | 3–6 de novembro de 2022          | Campo de Mayo |
| Jogos Centro-Americanos e do Caribe de 2023 | 23 de junho a 8 de julho de 2023 | San Salvador  |
| Ranking de Adestramento/CCE/Saltos da FEI   | 30 de junho de 2023              | —             |

## Adestramento
Um total de oito equipes de 4 (ou 3) atletas irão qualificar juntamente com 12 atletas individuais, para um total de 44 atletas.

### Equipe
| Evento                                      | Vagas | Qualificado                            |
| ------------------------------------------- | ----- | -------------------------------------- |
| País-sede                                   | 1     | CHI Chile                              |
| Jogos Sul-Americanos de 2022                | 2     | BRA Brasil ARG Argentina               |
| Jogos Centro-Americanos e do Caribe de 2023 | 3     | COL Colômbia MEX México CRC Costa Rica |
| Ranking Mundial de Adestramento da FEI      | 2     |                                        |
| TOTAL                                       | 8     |                                        |

### Individual
| Evento                                      | Vagas | Qualificado                                                                                 |
| ------------------------------------------- | ----- | ------------------------------------------------------------------------------------------- |
| Jogos Sul-Americanos de 2022                | 3     | ECU Equador URU Uruguai URU Uruguai                                                         |
| Jogos Centro-Americanos e do Caribe de 2023 | 5     | DOM República Dominicana BAR Barbados GUA Guatemala PUR Porto Rico DOM República Dominicana |
| Ranking Mundial de Adestramento da FEI      | 4     |                                                                                             |
| TOTAL                                       | 12    |                                                                                             |

## CCE
Um total de dez equipes de 4 (ou 3) atletas irão qualificar juntamente com 6 atletas individuais, para um total de 46 atletas.

### Equipe
| Evento                                      | Vagas | Qualificado                          |
| ------------------------------------------- | ----- | ------------------------------------ |
| País-sede                                   | 1     | CHI Chile                            |
| Campeonato Sul-Americano de 2022            | 3     | BRA Brasil ARG Argentina URU Uruguai |
| Jogos Centro-Americanos e do Caribe de 2023 | 4     |                                      |
| Ranking Mundial de CCE da FEI               | 2     |                                      |
| TOTAL                                       | 10    |                                      |

### Individual
| Evento                                      | Vagas | Qualificado |
| ------------------------------------------- | ----- | ----------- |
| Campeonato Sul-Americano de 2022 PAEC       | 2     |             |
| Jogos Centro-Americanos e do Caribe de 2023 | 2     |             |
| Ranking Mundial de CCE da FEI               | 2     |             |
| TOTAL                                       | 6     |             |

## Saltos
Um total de 12 equipes de 4 (ou 3) atletas irão qualificar juntamente com 12 atletas individuais, para um total de 60 atletas.

### Equipe
| Evento                                      | Vagas | Qualificado                          |
| ------------------------------------------- | ----- | ------------------------------------ |
| País-sede                                   | 1     | CHI Chile                            |
| Jogos Sul-Americanos de 2022                | 3     | BRA Brasil ARG Argentina URU Uruguai |
| Jogos Centro-Americanos e do Caribe de 2023 | 4     |                                      |
| Ranking Pan-Americano de Saltos da FEI      | 4     |                                      |
| TOTAL                                       | 12    |                                      |

### Individual
| Evento                                      | Vagas | Qualificado                                      |
| ------------------------------------------- | ----- | ------------------------------------------------ |
| Jogos Sul-Americanos de 2022                | 4     | ECU Equador BOL Bolívia PAR Paraguai ECU Equador |
| Jogos Centro-Americanos e do Caribe de 2023 | 4     |                                                  |
| Ranking Pan-Americano de Saltos da FEI      | 4     |                                                  |
| TOTAL                                       | 12    |                                                  |